# Moczarnica duża
Moczarnica duża (Lundomys molitor) – gatunek gryzoni z rodziny chomikowatych (Cricetidae), który występuje w Ameryce Południowej.

## Systematyka
Gatunek został opisany naukowo w 1887 roku przez H. Winge jako Hesperomys molitor na podstawie skamieniałości znalezionych w jaskini położonej koło Lagoa Santa w stanie Minas Gerais w Brazylii. Współcześnie żyjąca populacja została opisana przez P. Hershkovitza w 1955 roku jako Holochilus magnus.

## Biologia
Moczarnica duża współcześnie żyje w stanie Rio Grande do Sul na południu Brazylii oraz w Urugwaju. Skamieniałości tych gryzoni są znane także z innych części Brazylii oraz z Argentyny. Występuje w pobliżu strumieni i rzek, na mokradłach, wśród roślin wodnych i w wysokiej trawie. Prowadzi nocny, ziemnowodny tryb życia. Jest głównie roślinożerna, buduje gniazda w trzcinach. Jest rzadko chwytana i rzadziej spotykana niż sympatryczny płetwoszczurek brazylijski (Holochilus brasiliensis).

## Populacja
Moczarnica duża jest zagrożona niszczeniem środowiska przez ludzką działalność, w szczególności przez osuszanie bagien. W Urugwaju występuje tylko na trzech znanych stanowiskach, większość sprzyjających jej siedlisk została zniszczona. Dawniej była tam uznawana za „raczej pospolitą”. Jej populacja maleje, ale moczarnica duża jest wciąż uznawana za gatunek najmniejszej troski.